# .tm
.tm為土庫曼國家及地區頂級域（ccTLD）的域名。最高管理机构为NIC.TM，允许个人注册，无须提交资料，不允许注册一位或两位字母或数字的域名，不允许两字的ISO3166国家代码，国家名称均被保留。英文.tm域名于2007年4月19日向中华人民共和国开放注册。

## 歧义
在中华人民共和国.tm被部分域名注册公司解释为是TradeMark（商标）的缩写，并以此把.tm域名冠名为“商标域名”。

## 外部連結
- IANA .tm whois information（页面存档备份，存于）